# Trévé
Trévé település Franciaországban, Côtes-d’Armor megyében. Lakosainak száma 1680 fő (2022. január 1.). Trévé Grâce-Uzel, Loudéac, La Motte, Saint-Caradec és Saint-Thélo községekkel határos.

## Népesség
A település népessége az elmúlt években az alábbi módon változott:
| Lakosok száma | 1217 | 1276 | 1345 | 1430 | 1628 | 1639 | 1657 | 1692 | 1688 | 1680 |
|               | 1968 | 1982 | 1990 | 2006 | 2013 | 2015 | 2017 | 2019 | 2020 | 2022 |